# 2006년 아시안 게임 대한민국 선수단
대한민국은 2006년 12월 2일부터 12월 16일까지 카타르 도하에서 열린 제15회 아시안 게임에 선수단을 파견했다.

## 메달 집계

### 종목별 메달 획득 현황
| 종목       | 1  | 2  | 3  | 합계 |
| 태권도     | 9  | 1  | 1  | 11   |
| 레슬링     | 5  | 3  | 3  | 11   |
| 사이클     | 5  | 2  | 8  | 15   |
| 펜싱       | 4  | 7  | 3  | 14   |
| 유도       | 4  | 5  | 3  | 12   |
| 볼링       | 4  | 4  | 3  | 11   |
| 양궁       | 4  | 1  | 0  | 5    |
| 골프       | 4  | 0  | 1  | 5    |
| 사격       | 3  | 7  | 10 | 20   |
| 수영       | 3  | 2  | 11 | 16   |
| 정구       | 2  | 2  | 3  | 7    |
| 승마       | 2  | 1  | 1  | 4    |
| 체조       | 2  | 0  | 3  | 5    |
| 조정       | 1  | 2  | 1  | 4    |
| 육상       | 1  | 1  | 3  | 5    |
| 요트       | 1  | 1  | 2  | 4    |
| 테니스     | 1  | 1  | 1  | 3    |
| 핸드볼     | 1  | 0  | 0  | 1    |
| 하키       | 1  | 0  | 0  | 1    |
| 배구       | 1  | 0  | 0  | 1    |
| 역도       | 0  | 4  | 4  | 8    |
| 복싱       | 0  | 3  | 1  | 4    |
| 탁구       | 0  | 2  | 3  | 5    |
| 배드민턴   | 0  | 1  | 5  | 6    |
| 보디빌딩   | 0  | 1  | 2  | 3    |
| 당구       | 0  | 1  | 1  | 2    |
| 럭비       | 0  | 1  | 0  | 1    |
| 우슈       | 0  | 0  | 3  | 3    |
| 카누/카약  | 0  | 0  | 2  | 2    |
| 다이빙     | 0  | 0  | 2  | 2    |
| 야구       | 0  | 0  | 1  | 1    |
| 세팍타크로 | 0  | 0  | 1  | 1    |
| 합계       | 58 | 53 | 82 | 193  |

## 메달 리스트
| 메달 | 이름 | 종목       | 세부종목                        | 날짜      |
| ---- | --- | ---------- | ------------------------------- | --------- |
|      | 장성호 | 유도       | 남자 -100kg                     | 12월 2일  |
|      | 황희태 | 유도       | 남자 -90kg                      | 12월 3일  |
|      | 박태환 | 수영       | 남자 200m 자유형                | 12월 3일  |
|      | 김경련, 김지은, 이경표, 이복순, 민수경 | 정구       | 여자 단체전                     | 12월 3일  |
|      | 이원희 | 유도       | 남자 -73kg                      | 12월 4일  |
|      | 위휴환, 김지은 | 정구       | 혼합 복식                       | 12월 4일  |
|      | 최준상, 김동선, 서정균, 신수진 | 승마       | 마장마술 단체전                 | 12월 4일  |
|      | 최준상 | 승마       | 마장마술 개인전                 | 12월 5일  |
|      | 김수면 | 체조       | 남자 안마                       | 12월 5일  |
|      | 손혜경 | 사격       | 여자 더블트랩 개인전            | 12월 5일  |
|      | 손혜경, 김미진, 이보나 | 사격       | 여자 더블트랩 단체전            | 12월 5일  |
|      | 박태환 | 수영       | 남자 400m 자유형                | 12월 5일  |
|      | 김성범 | 유도       | 남자 무제한급                   | 12월 5일  |
|      | 황선옥, 김효미, 남보라 | 볼링       | 여자 3인조                      | 12월 6일  |
|      | 김대은 | 체조       | 남자 철봉                       | 12월 6일  |
|      | 이용열 | 태권도     | 남자 -72kg                      | 12월 7일  |
|      | 신은철 | 조정       | 남자 싱글스컬                   | 12월 7일  |
|      | 황윤삼, 장대규, 박병택 | 사격       | 남자 25m 스탠다드 권총 단체전   | 12월 7일  |
|      | 박태환 | 수영       | 남자 1500m 자유형               | 12월 7일  |
|      | 최진아 | 볼링       | 여자 개인종합                   | 12월 8일  |
|      | 유영대 | 태권도     | 남자 -58kg                      | 12월 8일  |
|      | 황경선 | 태권도     | 여자 -67kg                      | 12월 8일  |
|      | 권은경 | 태권도     | 여자 -51kg                      | 12월 8일  |
|      | 이형택, 전웅선, 안재성, 정희석 | 테니스     | 남자 단체전                     | 12월 8일  |
|      | 김주영 | 태권도     | 남자 -62kg                      | 12월 9일  |
|      | 김보혜 | 태권도     | 여자 -55kg                      | 12월 9일  |
|      | 한태영 | 레슬링     | 남자 그레코로만형 -96kg         | 12월 9일  |
|      | 최진아 | 볼링       | 여자 마스터즈                   | 12월 9일  |
|      | 조남이 | 볼링       | 남자 마스터즈                   | 12월 9일  |
|      | 장선재 | 사이클     | 남자 4km 개인추발               | 12월 10일 |
|      | 박세라 | 펜싱       | 여자 에페 개인전                | 12월 10일 |
|      | 김학환 | 태권도     | 남자 +84kg                      | 12월 10일 |
|      | 송명섭 | 태권도     | 남자 -67kg                      | 12월 10일 |
|      | 이성혜 | 태권도     | 여자 -59kg                      | 12월 10일 |
|      | 김민철 | 레슬링     | 남자 그레코로만형 -66kg         | 12월 10일 |
|      | 김정섭 | 레슬링     | 남자 그레코로만형 -84kg         | 12월 10일 |
|      | 김광석 | 레슬링     | 남자 그레코로만형 -120kg        | 12월 10일 |
|      | 박성현 | 양궁       | 여자 개인전                     | 12월 11일 |
|      | 이민혜 | 사이클     | 여자 3km 개인추발               | 12월 11일 |
|      | 남현희 | 펜싱       | 여자 플러레 개인전              | 12월 11일 |
|      | 김경태 | 골프       | 남자 개인전                     | 12월 11일 |
|      | 김경태, 강성훈, 김도훈, 김도훈 | 골프       | 남자 개인전                     | 12월 11일 |
|      | 유소연 | 골프       | 여자 개인전                     | 12월 11일 |
|      | 유소연, 최혜용, 정재은 | 골프       | 여자 단체전                     | 12월 11일 |
|      | 임동현 | 양궁       | 남자 개인전                     | 12월 12일 |
|      | 박재명 | 육상       | 남자 창던지기                   | 12월 12일 |
|      | 장선재, 황인혁, 김동훈, 박성백 | 사이클     | 남자 단체추발                   | 12월 12일 |
|      | 김대영, 정성안 | 요트       | 남자 딩기 470급                 | 12월 13일 |
|      | 박성현, 윤옥희, 이특영, 윤미진 | 양궁       | 여자 단체전                     | 12월 13일 |
|      | 임동현, 장용호, 이창환, 박경모 | 양궁       | 남자 단체전                     | 12월 13일 |
|      | 문경하, 김차연, 이민희, 우선희, 강지혜, 안정화, 허영숙, 허순영, 박정희, 윤현경, 권근해, 명복희, 이공주, 유지영, 최임정, 문필희                                                 | 핸드볼     | 여자 대표팀                     | 12월 13일 |
|      | 장선재, 박성백 | 사이클     | 남자 메디슨                     | 12월 14일 |
|      | 강동진 | 사이클     | 남자 경륜                       | 12월 14일 |
|      | 남현희, 전희숙, 정길옥, 서미정 | 펜싱       | 여자 플러레 단체전              | 12월 14일 |
|      | 정진선, 김승구, 김원진, 박상선 | 펜싱       | 남자 에페 단체전                | 12월 14일 |
|      | 고동식, 여운곤, 차종복, 김용배, 김철, 장종현, 여창용, 홍성관, 윤성훈, 홍은성, 이승일, 유효식, 이남영, 이명호, 서종호, 강성중                                                   | 하키       | 남자 대표팀                     | 12월 14일 |
|      | 장병철, 하경민, 김요한, 권영민, 이경수, 이선규, 문성민, 신진식, 송병일, 후인정, 여오현, 윤봉우                                                                                 | 배구       | 남자 대표팀                     | 12월 14일 |
|      | 백진국 | 레슬링     | 남자 자유형 -66kg               | 12월 14일 |
|      | 이소연 | 유도       | 여자 -78kg                      | 12월 2일  |
|      | 유재철, 채근배, 김혜성 | 사격       | 남자 10m 공기소총 단체전        | 12월 2일  |
|      | 공자영 | 유도       | 여자 -63kg                      | 12월 3일  |
|      | 배은혜 | 유도       | 여자 -70kg                      | 12월 3일  |
|      | 유승민, 주세혁, 오상은, 윤재영, 이정우 | 탁구       | 남자 단체전                     | 12월 3일  |
|      | 진종오, 김영욱, 이대명 | 사격       | 남자 10m 공기권총 단체전        | 12월 3일  |
|      | 전동주, 이형태, 박봉덕 | 사격       | 남자 50m 소총 복사 단체전       | 12월 3일  |
|      | 최복음 | 볼링       | 남자 개인전                     | 12월 4일  |
|      | 최혜라 | 수영       | 여자 200m 접영                  | 12월 4일  |
|      | 유영동, 김경련 | 정구       | 혼합 복식                       | 12월 4일  |
|      | 손승모, 정재성, 이용대, 황정은, 황지만, 박성환, 이현일, 이재진 | 배드민턴   | 남자 단체전                     | 12월 5일  |
|      | 조세종, 황영도, 정유진 | 사격       | 남자 10m 러닝타겟 단체전        | 12월 5일  |
|      | 조남석 | 유도       | 남자 -60kg                      | 12월 5일  |
|      | 김영란 | 유도       | 여자 -48kg                      | 12월 5일  |
|      | 장미란 | 역도       | 여자 +75kg                      | 12월 5일  |
|      | 이응조 | 역도       | 남자 -94kg                      | 12월 5일  |
|      | 한정욱, 김달호 | 조정       | 남자 더블스컬                   | 12월 5일  |
|      | 김옥경, 신영은 | 조정       | 여자 더블스컬                   | 12월 5일  |
|      | 최진아, 김유진 | 볼링       | 여자 2인조                      | 12월 5일  |
|      | 이혜진, 나윤경, 이상순 | 사격       | 여자 50m 소총 3자세 단체전      | 12월 6일  |
|      | 박태환 | 수영       | 남자 100m 자유형                | 12월 6일  |
|      | 김현섭 | 육상       | 남자 20km 경보                  | 12월 7일  |
|      | 박병택 | 사격       | 남자 25m 스탠다드 권총          | 12월 7일  |
|      | 이정우, 이은희 | 탁구       | 혼합 복식                       | 12월 7일  |
|      | 홍성환, 장대규, 박병택 | 사격       | 남자 25m 센터파이어 권총 단체전 | 12월 8일  |
|      | 유영동, 김재복 | 정구       | 남자 복식                       | 12월 8일  |
|      | 김명훈 | 보디빌딩   | 남자 -90kg                      | 12월 9일  |
|      | 김가영 | 당구       | 여자 포켓 8볼 개인전            | 12월 9일  |
|      | 이천웅 | 펜싱       | 남자 플러레 개인전              | 12월 9일  |
|      | 박경훈 | 태권도     | 남자 -84kg                      | 12월 9일  |
|      | 오은석 | 펜싱       | 남자 사브르 개인전              | 12월 10일 |
|      | 윤옥희 | 양궁       | 여자 개인전                     | 12월 11일 |
|      | 황순원, 주정현, 박재홍, 송상욱 | 승마       | 장애물비월 단체전               | 12월 11일 |
|      | 서미정 | 펜싱       | 여자 플러레 개인전              | 12월 11일 |
|      | 천종만, 윤민형, 김종수, 유영남, 양영훈, 이명근, 채재영, 김형기, 윤권우, 윤희수, 이광문, 곽철웅                                                                                 | 럭비       | 남자 7인제                      | 12월 11일 |
|      | 김형주 | 레슬링     | 여자 자유형 -48kg               | 12월 11일 |
|      | 신명훈 | 복싱       | 남자 -64kg                      | 12월 12일 |
|      | 차형우, 최병철, 하창덕, 이천웅 | 펜싱       | 남자 플러레 단체전              | 12월 12일 |
|      | 장현경, 김혜림, 김금화, 이신미 | 펜싱       | 여자 사브르 단체전              | 12월 12일 |
|      | 박규태, 성창일 | 요트       | 오픈 호비 16급                  | 12월 13일 |
|      | 한순철 | 복싱       | 남자 -54kg                      | 12월 13일 |
|      | 송학성 | 복싱       | 남자 -81kg                      | 12월 13일 |
|      | 최래선 | 사이클     | 남자 스프린트                   | 12월 13일 |
|      | 이혁, 오은석, 오승환, 원우영 | 펜싱       | 남자 사브르 단체전              | 12월 13일 |
|      | 최은숙, 정효정, 박세라, 신아람 | 펜싱       | 여자 에페 단체전                | 12월 13일 |
|      | 송재명 | 레슬링     | 남자 자유형 -60kg               | 12월 13일 |
|      | 조병관 | 레슬링     | 남자 자유형 -74kg               | 12월 13일 |
|      | 이민혜 | 사이클     | 여자 포인트레이스               | 12월 14일 |
|      | 이형택 | 테니스     | 남자 단식                       | 12월 14일 |
|      | 김나영 | 유도       | 여자 +78kg                      | 12월 2일  |
|      | 유재철 | 사격       | 남자 10m 공기소총 개인전        | 12월 2일  |
|      | 이보나, 이정아, 이명애 | 사격       | 여자 트랩 단체전                | 12월 2일  |
|      | 한규철 | 수영       | 남자 400m 개인혼영              | 12월 2일  |
|      | 이남은, 정슬기, 신해인, 류운지 | 수영       | 여자 4x100m 혼계영              | 12월 2일  |
|      | 이종훈 | 역도       | 남자 -56kg                      | 12월 2일  |
|      | 양태영, 김지훈, 김대은, 유원철, 김승일, 김수면 | 체조       | 남자 기계체조 단체전            | 12월 2일  |
|      | 곽방방, 박미영, 이은희, 문현정, 김경아 | 탁구       | 여자 단체전                     | 12월 2일  |
|      | 정영팔, 유영동, 김재복, 위휴환, 남택호 | 정구       | 남자 단체전                     | 12월 3일  |
|      | 진종오 | 사격       | 남자 10m 공기권총 개인전        | 12월 3일  |
|      | 김병희 | 사격       | 여자 10m 공기권총 개인전        | 12월 3일  |
|      | 부순희, 김병희, 이호림 | 사격       | 여자 10m 공기권총 단체전        | 12월 3일  |
|      | 박성백 | 사이클     | 남자 로드레이스                 | 12월 3일  |
|      | 김선배 | 역도       | 남자 -69kg                      | 12월 3일  |
|      | 김광섭 | 유도       | 남자 -66kg                      | 12월 4일  |
|      | 강신영 | 유도       | 여자 -57kg                      | 12월 4일  |
|      | 박태환, 임남균, 강용환, 한규철 | 수영       | 남자 4x200m 계영                | 12월 4일  |
|      | 이경원, 이효정, 황유미, 하정은, 이현진, 이연화, 황혜연, 전재연 | 배드민턴   | 여자 단체전                     | 12월 4일  |
|      | 이지은 | 수영       | 여자 400m 자유형                | 12월 4일  |
|      | 이민혜 | 사이클     | 여자 로드레이스                 | 12월 5일  |
|      | 김수면 | 체조       | 남자 마루                       | 12월 5일  |
|      | 김병희 | 사격       | 여자 25m 권총 개인전            | 12월 5일  |
|      | 이보나 | 사격       | 여자 더블트랩 개인전            | 12월 5일  |
|      | 진종오, 김영욱, 이상도 | 사격       | 남자 50m 권총 단체전            | 12월 5일  |
|      | 백수연 | 수영       | 여자 100m 평영                  | 12월 5일  |
|      | 정유진, 이지은, 이겨라, 박나리 | 수영       | 여자 4x100m 계영                | 12월 5일  |
|      | 한규철, 임남균, 성민, 박태환 | 수영       | 남자 4x100m 계영                | 12월 5일  |
|      | 김선종 | 역도       | 남자 -85kg                      | 12월 5일  |
|      | 김순희 | 역도       | 여자 -75kg                      | 12월 5일  |
|      | 남택호 | 정구       | 남자 단식                       | 12월 5일  |
|      | 이민혜 | 사이클     | 여자 개인타임트라이얼           | 12월 6일  |
|      | 이명은, 정지영, 김희진, 정인선, 안순옥, 박금덕, 송정아, 김미정, 박나연, 유영심                                                                                                 | 세팍타크로 | 여자 단체전                     | 12월 6일  |
|      | 최진아, 강혜은, 김유진 | 볼링       | 여자 3인조                      | 12월 6일  |
|      | 김지훈 | 체조       | 남자 평행봉                     | 12월 6일  |
|      | 엄미선, 임은선, 김순례, 민수현 | 조정       | 여자 무타포어                   | 12월 6일  |
|      | 나윤경 | 사격       | 여자 50m 소총 3자세 개인전      | 12월 6일  |
|      | 정슬기 | 수영       | 여자 200m 평영                  | 12월 6일  |
|      | 한규철 | 수영       | 남자 200m 개인혼영              | 12월 6일  |
|      | 주세혁, 김경아 | 탁구       | 혼합 복식                       | 12월 6일  |
|      | 오승환, 손민한, 이혜천, 신철인, 정민혁, 강민호, 이진영, 이택근, 이용규, 박재홍, 이병규, 정근우, 조동찬, 박기혁, 박진만, 장성호, 이대호, 조인성, 우규민, 장원삼, 윤석민, 류현진 | 야구       | 남자 대표팀                     | 12월 7일  |
|      | 김연희, 곽유현, 손혜경 | 사격       | 여자 스키트 단체전              | 12월 7일  |
|      | 성민 | 수영       | 남자 50m 배영                   | 12월 7일  |
|      | 정두희, 박태환, 성민, 유승훈 | 수영       | 남자 4x100m 혼계영              | 12월 7일  |
|      | 김경률 | 당구       | 남자 3쿠션 캐롬 개인전          | 12월 8일  |
|      | 이경표, 김경련 | 정구       | 여자 복식                       | 12월 8일  |
|      | 이두희 | 보디빌딩   | 남자 -80kg                      | 12월 9일  |
|      | 강경원 | 보디빌딩   | 남자 -85kg                      | 12월 9일  |
|      | 이현일 | 배드민턴   | 남자 단식                       | 12월 9일  |
|      | 정재성, 이용대 | 배드민턴   | 남자 복식                       | 12월 9일  |
|      | 황혜연 | 배드민턴   | 여자 단식                       | 12월 9일  |
|      | 이경원, 이효정 | 배드민턴   | 여자 복식                       | 12월 9일  |
|      | 유선아 | 사이클     | 여자 500m 독주                  | 12월 9일  |
|      | 강동진 | 사이클     | 남자 1km 독주                   | 12월 9일  |
|      | 김금화 | 펜싱       | 여자 사브르 개인전              | 12월 9일  |
|      | 이인종 | 태권도     | 여자 -72kg                      | 12월 9일  |
|      | 이연경 | 육상       | 여자 100m 허들                  | 12월 10일 |
|      | 황인혁 | 사이클     | 남자 4km 개인추발               | 12월 10일 |
|      | 최래선, 강동진, 양희천 | 사이클     | 남자 팀 스프린트                | 12월 10일 |
|      | 조광훈, 권경민 | 다이빙     | 남자 3m 스프링보드 싱크로나이즈 | 12월 10일 |
|      | 신아람 | 펜싱       | 여자 에페 개인전                | 12월 10일 |
|      | 김건우 | 육상       | 남자 10종 경기                  | 12월 11일 |
|      | 홍무원 | 복싱       | 남자 -49kg                      | 12월 11일 |
|      | 문철욱 | 카누/카약  | 남자 K-1 1000m                  | 12월 11일 |
|      | 조광훈, 권경민 | 다이빙     | 남자 10m 플랫폼 싱크로나이즈    | 12월 11일 |
|      | 김승구 | 펜싱       | 남자 에페 개인전                | 12월 11일 |
|      | 최혜용 | 골프       | 여자 개인전                     | 12월 11일 |
|      | 김덕현 | 육상       | 남자 세단뛰기                   | 12월 12일 |
|      | 주정현 | 승마       | 장애물비월 개인전               | 12월 12일 |
|      | 김호곤 | 요트       | 남자 레이저급                   | 12월 12일 |
|      | 전웅선, 김선영 | 테니스     | 남자 복식                       | 12월 12일 |
|      | 윤철, 김태정, 김형태, 김상석 | 요트       | 오픈 베네토 7.5급               | 12월 13일 |
|      | 유진아 | 사이클     | 여자 스프린트                   | 12월 13일 |
|      | 김준열 | 우슈       | 남자 산타 -56kg                 | 12월 13일 |
|      | 안용운 | 우슈       | 남자 산타 -70kg                 | 12월 13일 |
|      | 이애연, 이순자 | 카누/카약  | 여자 K-2 500m                   | 12월 14일 |
|      | 김효섭 | 레슬링     | 남자 자유형 -55kg               | 12월 14일 |
|      | 노재현 | 레슬링     | 남자 자유형 -84kg               | 12월 14일 |
|      | 이세형 | 레슬링     | 남자 자유형 -120kg              | 12월 14일 |
|      | 이승균 | 우슈       | 남자 남권                       | 12월 14일 |